# 1176
1176 (MCLXXVI) fue un año bisiesto comenzado en jueves del calendario juliano.

## Acontecimientos
- 29 de mayo — Batalla de Legnano entre el emperador Federico I Barbarroja y la Liga Lombarda.
- 17 de septiembre - Batalla de Miriocéfalo entre el Imperio bizantino y los turcos selyúcidas.
- Balduino IV el Leproso, heredero del Reino de Jerusalén, cumple la mayoría de edad y da comienzo su reinado.
- Juan de Salisbury, secretario de Thomas Becket, es nombrado obispo de Chartres por Luis VII de Francia, rey Capeto.